# Kregar
Kregar je priimek več znanih Slovencev:
- Aleksander Kregar (*1934), fizik in meteorolog, pedagog
- Ambrož Kregar, fizik, pedagog
- Gregor Kregar (*1972), kipar (Nova Zelandija)
- Helena Kregar, predsednica Društva katoliških pedagogov Slovenije
- Igor Kregar (1937—2017), biokemik (IJS), univ. profesor
- Igor Kregar (*1956), slikar
- Ivan Kregar (1867—1931), obrtnik (pasar), politik
- Janez Kregar, mizar, podjetnik, predavatelj
- Josip Kregar (1880—1950), mizar, podjetnik
- Jože(f) Kregar (1921—1991), arhitekt
- Jože Kregar, glasbenik, godbenik (dirigent)
- Klemen Kregar, geodet
- Leonid Kregar - Ničo (1940—2020), alpinist in gorski reševalec
- Lori (Dolores) Kregar, sabljačica
- Majda Kregar (*1941), arhitektka
- Marjeta Pirkmajer Kregar (1925—2015), arhitektka
- Mateja Kregar, učiteljica slovenskega jezika in kulture v tujini
- Mateja Kregar Gliha (*1966), izobraževalka turističnih vodnikov
- Mateja Kregar Tršar (*1977), krajinska arhitektka, risarka..., doc. BF
- Marjan Kregar (*1956), alpinist
- Mihael Kregar (18. stoletje) župan Pešte
- Miro Kregar (*1963), ultramaratonec, triatlonec, inovator
- Mitja (Matija) Kregar (1935—2023), fizik, univ. profesor
- Mojca Kregar, plesalka sodobnega plesa
- Peter Kregar (18. stoletje), ogrski okrajni glavar
- Peter Kregar (*1947), arhitekt
- Rado Kregar (1893—1962), arhitekt, scenograf in publicist
- Simon Kregar (1914—1987), arhitekt (od 1951 v ZDA)
- Stane Kregar (1905—1973), modernistični slikar (duhovnik)
- Tone Kregar (*1971), glasbenik (rock-pevec) in zgodovinar, muzealec
- Vid(k)o Kregar (*1950), jamar
- Vinko Kregar (1907—1995), gradbenik, hidrotehnik

#### Tuji nosilci
- Irena Kregar Šegota, hrvaška kulturna menedžerka, direktorica R(ij)eka 2020 - evropska prestolnica kulture
- Josip Kregar (1953—2020), hrvaški pravnik, univ. profesor, predsednik Transparency International Hrvaške itd.